# 3-Hexin-2-ol
3-Hexin-2-ol ist eine organische Verbindung mit der Summenformel C6H10O. Sie gehört zu den sekundären Alkoholen mit einer zusätzlichen C≡C-Dreifachbindung.